# Calbuco (vulkán)
A Calbuco rétegvulkán az Andok vonulatában, Chile déli részén Los Lagos régióban a Llanquihue-tó délkeleti és a Chapo-tó északnyugati szomszédságában. Robbanékony vulkán, mely a késő pleisztocénben született és máig aktív, anyaga andezit, lávájának SiO2-tartalma általában 55–60%. 
A vulkán és környezete védett, a Reserva Nacional Llanquihue területén található.
A vulkáni felépítmény a késő pleisztocénben összeroskadt, s mintegy 3 km³ üledék keletkezett, mely törmeléklavina formájában elérte a közeli Llanquihue-tavat is. 1837 óta közel tíz ismert kitörése volt, melyek közül a legnagyobb 1893-1894-ben következett be: heves működése során 30 cm-es vulkáni bombákat szórt szét kráterének 8 km-es körzetében, valamint hatalmas forró iszapárak (laharok) zúdultak le oldalán. Ugyanekkor történt meg az is, hogy a vulkántól mintegy 100 km-rel északkeletre fekvő argentin San Carlos de Bariloche városára néhány napig sötétség borult. Erős robbanásokat produkált 1917 áprilisában is, a forró iszapárak akkor sem maradtak el, a kráterében pedig lávadóm képződött. 

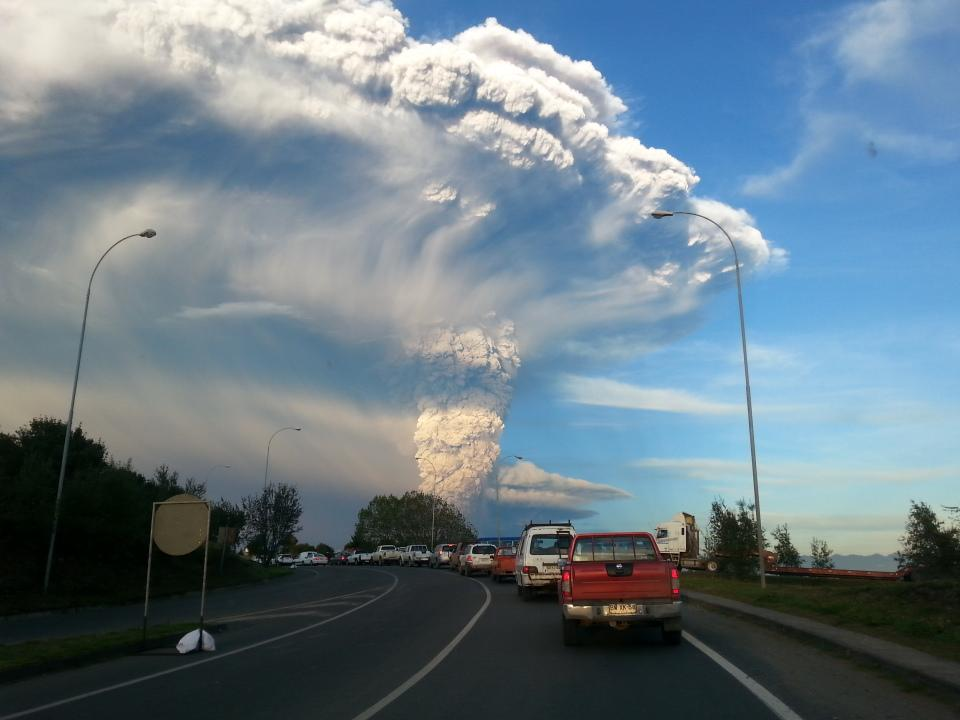
A Calbuco 2015. április 22-én kezdődött kitörésének hatalmas hamufelhője

Az 1929 januárjában rövid ideig tartó robbanásos kitörését piroklaszt ár és lávafolyás kísérte. 1961-ben újra jelentősebb aktivitást mutatott: kitörési oszlopai 12–15 km magasságig emelkedtek, vulkáni hamuja főleg délkeleti irányban szóródott szét, de eljutott az argentin San Carlos de Bariloche városáig is; ezen túlmenően két lávafolyást is produkált. 1972. augusztus 26-án kisebb, 4 órás kitörését követően 2015-ig, azaz közel 43 évig szunnyadt, csupán 1992. augusztus 12-én történt egy intenzív, 1995 májusában pedig egy kevésbé intenzív fumarolakibocsátás a vulkán 1,5 km átmérőjű főkráterében.
A Calbuco 2015. április 22-én kezdődött erőteljes kitörése miatt 20 km-es körzetből evakuálták az embereket. A LATAM légitársaság törölte azon járatait, amelyek Puerto Monttba, a térség legnagyobb városába vagy onnan indulnak, mivel a vulkáni hamu jelenléte a levegőben könnyen károsíthatja a repülőgépeket, s ezzel az utasok életét is veszélyezteti.
A vulkán környéken sokan megrohamozták az üzleteket és az bankautomatákat hogy élelmiszereket szerezzenek be és készpénzhez jussanak. Ensenada város lakosait evakuálták a kitörést követően, ahol a háztetők meghajlottak a hatalmas hamuréteg súlya alatt.